# Juan Rodríguez (músico)
Juan Rodríguez (Santiago del Estero, 17 de julio de 1943) es un músico de rock argentino. Baterista de varias bandas de rock, entre las que se destacan Sui Generis, Billy Bond y La Pesada del Rock and Roll y Polifemo, además de haber acompañado a innumerables artistas como Pappo, JAF, Miguel Cantilo, Hilda Lizarazu entre otros.

## Biografía
Comenzó su formación musical en Santiago del Estero tocando el bombo legüero junto a su padre y a su hermano. A la edad de 17 años comenzó a tocar la batería acercándose al género del rock. Luego él y su hermano comenzaron a tocar con Billy Bond con quien formó parte de Billy Bond y La Pesada del Rock and Roll. A partir de ahí comenzó a conocer varios músicos de rock hasta tomar contacto con Charly García y Nito Mestre con quien más tarde formara parte de la banda del dúo Sui Generis grabando los discos Confesiones de Invierno y Pequeñas anécdotas sobre las instituciones. A partir de ahí comenzó a tocar con innumerables artistas hasta la actualidad, siendo uno de los principales bateristas de rock nacional.